# Crochu
Crochu est un village de la paroisse Saint-David, à Grenade. 
Il est situé au sud-est de l'île, à une altitude de 33 m et à 2 km de la côte.
Crochu a vu naître Hilda Bynoe, la première femme gouverneur de l'île (1968-1972).